# 库鲁克塔格
库鲁克塔格 (Kuruk Tagh) 位于中国新疆维吾尔自治区东部，属南天山东段，是塔里木盆地和焉耆盆地、哈密盆地的界山。为断块山。呈东西走向。平均海拔2000米，最高峰西大山位于和硕县西南，海拔2782米。
“库鲁克塔格”在维吾尔语中意为“干燥的山”。库鲁克塔格大部分岩石裸露，没有植被。孔雀河流经库鲁克塔格南麓，形成有库尔勒大绿洲。